# Isola di Vieugué
L'isola di Vieugué è un'isola, lunga 6 km sul lato ovest del canale Grandidier, situata a 2 km a nord-ovest dell'isola di Duchaylard e a 22 km a nord-ovest di Capo Garcia, al largo della costa occidentale della Terra di Graham . Scoperto dalla spedizione antartica francese, 1903-05, e chiamato da Charcot come Monsieur Vieugue, allora carica d'affari francese a Buenos Aires.